# Dialetto leonese
Il dialetto leonese (llionés in leonese) è un dialetto della lingua asturiana e fa parte del gruppo ibero-romanzo. È parlato nelle province spagnole di León e Zamora e nel nordest del Portogallo.

## Storia
La lingua leonese deriva direttamente dal latino e nel Medioevo fu la lingua del regno di León.
Il primo documento scritto in lingua leonese conosciuto è la Nodicia de Kesos. Altri documenti e libri in lingua leonese sono Fueru de Llión, Fueru de Salamanca, Fueru Xulgu, Códice d'Alfonsu XI, o Disputa d'Elena y María o Llibru d'Alixandre.
Nei secoli XVI e XVII, scrittori come Torres Naharro, Xuan del Encina, o Lucas Fernández fanno uso della lingua leonese nelle proprie opere. Quasi sempre vincolate alle egloghe, il leonese vive una rinascita nel campo delle lettere, ma sperimenta poi una fase di declino fino al XIX secolo.
La lingua leonese ritrova una posizione nella filologia internazionale a metà del XIX secolo. Studiosi internazionali come Gessner e Hanssen nel XIX secolo, e Staaff or Menéndez Pidal nel XX, creano scuole che proseguiranno lo studio della lingua leonese producendo lavori di elevata qualità. Anche nel campo letterario, scrittori come Caitano Bardón, Luis Maldonado o Aragón Escacena producono opere sulla lingua leonese nei primi anni del XX secolo.

## Riconoscimento
La lingua leonese è registrata nel Linguasphere Register con il codice 51-AAA-cc. È stata riconosciuta dall'UNESCO come lingua Seriously Endangered (cioè esposta a un forte rischio di estinzione).
Lo statuto di autonomia di Castiglia e León riconosce il leonese nel suo articolo 5:
Il comune di León nel suo sito web pubblica le notizie in lingua leonese e alcuni assessorati (Istruzione, Nuove Tecnologie e Cultura Leonese) attuano una politica di bilinguismo pubblicando informazioni e documenti ufficiali in spagnolo e in leonese.
La World Armwrestling Federation ha utilizzato la lingua leonese come lingua ufficiale, insieme all'inglese, nel XXIX World Championship tenuto a Llión nell'anno 2008.
Motivata dal successo ottenuto dal dominio .cat per il supporto digitale della lingua catalana, l'Asociación puntuLLI ha sottoposto al vaglio d'ICANN l'approvazione del dominio di primo livello generico .lli (chiamato appunto puntuLLI, in leonese).

## Insegnamento

### Insegnamento scolastico
A partire dal 2008 la lingua leonese è materia di studio extrascolastica presso alcune scuole della città di León. La scelta delle materie insegnate in lingua leonese è a carico dei consigli comunali.
Nel comune di León le lezioni in lingua leonese si tengono in sedici scuole, comprendendo tra le materie, oltre che l'insegnamento della lingua stessa, la storia e la geografia delle zone di lingua leonese.

### Corsi per adulti
La Provincia di León, in collaborazione con i consigli comunali, con associazioni locali di difesa della lingua e con il supporto di altri soggetti privati, come le casse di risparmio della regione, organizza corsi per adulti ufficialmente riconosciuti, con oltre 100 iscritti suddivisi in cinque livelli.
I corsi attualmente sono disponibili nella provincia di León, nei comuni di León, Zamora, Mansilla, La Bañeza
e Coyanza. Corsi di leonese per adulti si tengono anche nella città di Salamanca.

### Docenti
L'Università di León, insieme al Consiglio Comunale cittadino, ha il titolo di Monitor de Llingua Llïonesa per garantire il suo insegnamento, gestito da docenti titolati delle province di León'"Asociación de Profesores y Monitores de Llingua Llïonesa", organizzazione per l'insegnamento del leonese ufficialmente riconosciuta fondata nel 2007.

## Iniziative culturali
A partire dal 2006, con cadenza annuale, il Comune di León organizza la Giornata della lingua leonese (in leonese Día de la Llengua Llionesa), come risultato di un accordo con associazioni culturali locali e con la Provincia di León.
Le iniziative consistono in dibattiti tra specialisti e studiosi e nella presentazione di opere, musica popolare, libri o film in lingua leonese o che trattano della lingua leonese.

## Dialetti
- In territorio portoghese il leonese è parlato anche a Guadramil, Rueidenore e paesi circostanti (Leonese breganciano); e a Miranda do Douro e Sendim. In quest'area gli influssi portoghesi hanno però reso peculiare questa varietà di leonese, che prende il nome di mirandese.
- Dialetto del leonese è l'alto estremegno (artu extremeñu), parlato tra le province di Cáceres e Salamanca.[7] Si tratta di un dialetto fortemente castiglianizzato dato il suo isolamento dal resto dell'area linguistica leonese.
- Il barranquenho è invece un misto di portoghese e leonese, parlato a Barrancos in Portogallo (lungo il confine con la Spagna).

## Grammatica
La lingua leonese ha tre vocali in posizione atona e cinque vocali in posizione tonica. La rappresentazione grafica è: /a,e,i,o,u/ per le vocali toniche e /a,e,u/ per le vocali atone finali.

### Il nome
La lingua leonese ha due generi: maschile e femminile, con due numeri: singolare e plurale.
Esempio:
- Maschile: perru (s) perros (pl) - cane, cani.
- Femminile: vieya (s) vieyas (pl) - vecchia, vecchie.

### L'aggettivo
In leonese anche l'aggettivo ha due generi e due numeri come il nome e concorda con questo in genere e numero.

### I pronomi personali
- You
- Tu
- Él, eilla, eillu
- Nosoutros, nosoutras
- Vosoutros, vosoutras
- Eillos, eillas

### Il verbo
La lingua leonese presenta tre coniugazioni che dipendono delle desinenze dell'infinito:
- Verbi che finiscono in "-ar"
- Verbi che finiscono in "-er"
- Verbi che finiscono in "-ir"

### Italiano-Leonese
L'italiano e il leonese sono due lingue romanze che si possono mettere a confronto tramite la linguistica contrastiva. Ecco alcuni esempi:
| Italiano | Leonese            |
| -------- | ------------------ |
| Numeri   | Númberos           |
| uno      | unu                |
| due      | dous (m), duas (f) |
| tre      | tres               |
| quattro  | cuatru             |
| cinque   | cincu              |
| sei      | seis               |
| sette    | siete              |
| otto     | ochu               |
| nove     | nueve              |
| dieci    | diez               |

### Leonese e altre lingue romanze
Ecco un ulteriore esempio di confronto tra alcune parole in leonese e le corrispondenti in altre lingue o dialetti romanzi:
| Leonese | Portoghese | Galiziano    | Francese | Italiano | Veneto          | Spagnolo | Latino | Siciliano    | Napoletano | Sardo              | Corso       |
| ------- | ---------- | ------------ | -------- | -------- | --------------- | -------- | ------ | ------------ | ---------- | ------------------ | ----------- |
| facere  | fazer      | facer        | faire    | fare     | fare, far       | hacer    | facere | fari, faciri | fà         | faghere, fa(ghir)i | fà          |
| fiyu    | filho      | fillo        | fils     | figlio   | fiolo, fìo      | hijo     | filius | figghju      | figglio    | fizu, fillu        | figliolu    |
| fame    | fome       | fame         | faim     | fame     | fame            | hambre   | fames  | fami         | famma      | famine, famini     | fami, famme |
| gochu   | porco      | porco, cocho | cochon   | maiale   | porselo, porsèo | cerdo    | sus    | purceddu     | puorco     | porcu, procu       | porcu       |
| vieyu   | velho      | vello        | vieux    | vecchio  | vecio           | viejo    | vetus  | vècchju      | viecchio   | betzu, beciu       | vecchju     |
| chovere | chover     | chover       | pleuvoir | piovere  | piòvare, piòver | llover   | pluere | chjòviri     | chiovere   | proere, proi       | piove       |